# Hanušov (rybník)
Hanušov je rybník o rozloze vodní plochy cca 1,49 ha ležící v lese na potoce Stříble asi 1 km západně od vesnice Nouzov v okrese Nymburk. Rybník Hanušov má zhruba obélníkový tvar o rozměrech cca 100 × 200 m. Hráz rybníka je přístupná po lesní cestě vedoucí od rybníka Bílek. Pod výtokem z rybníka potok Stříble silně meandruje a meandry tvoří součást PP Dymokursko. Vlastní rybník je součástí ptačí oblasti Rožďalovické rybníky.
Rybník je využíván pro chov ryb.

## Galerie

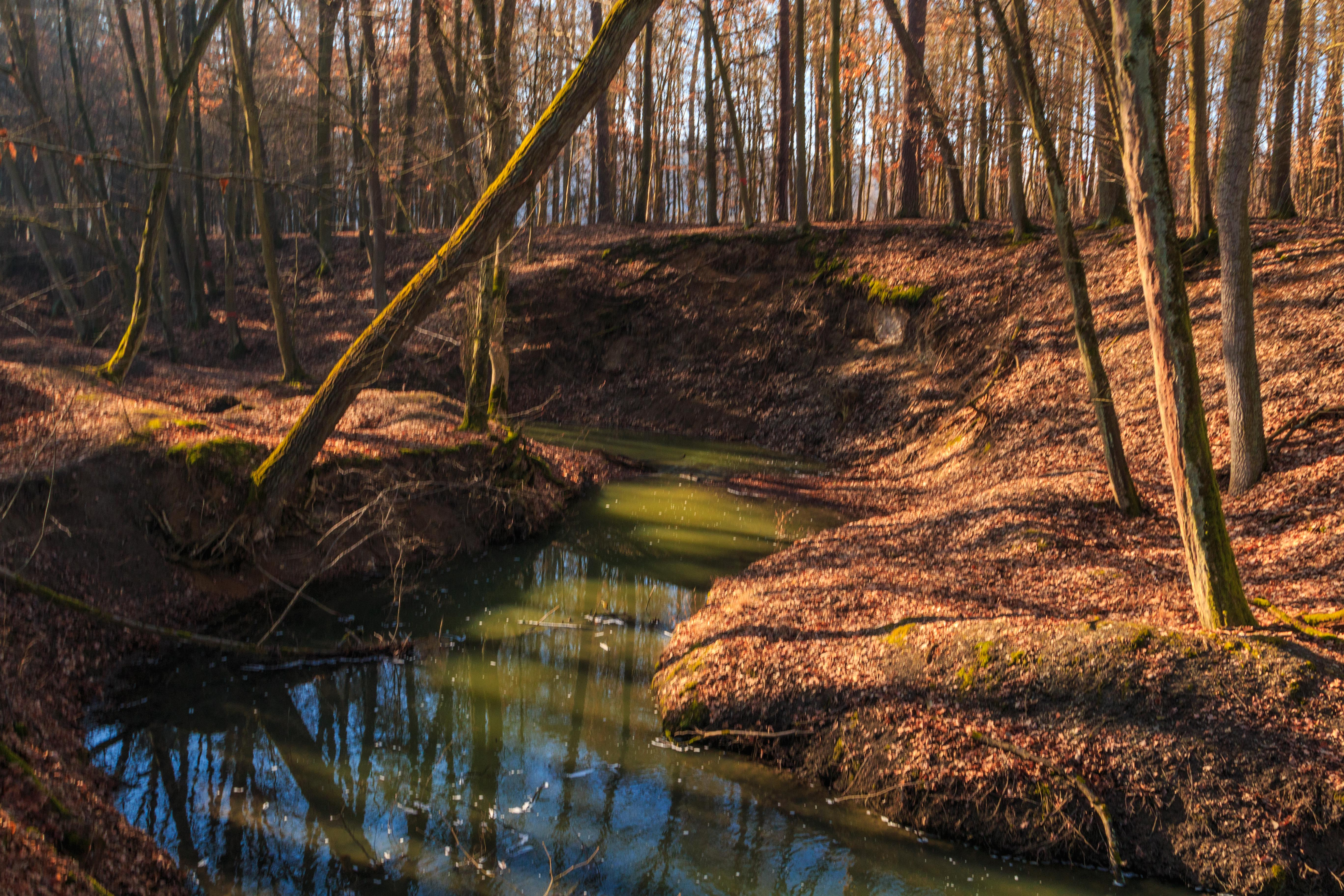
Meandry potoka Stříble pod rybníkem Hanušov
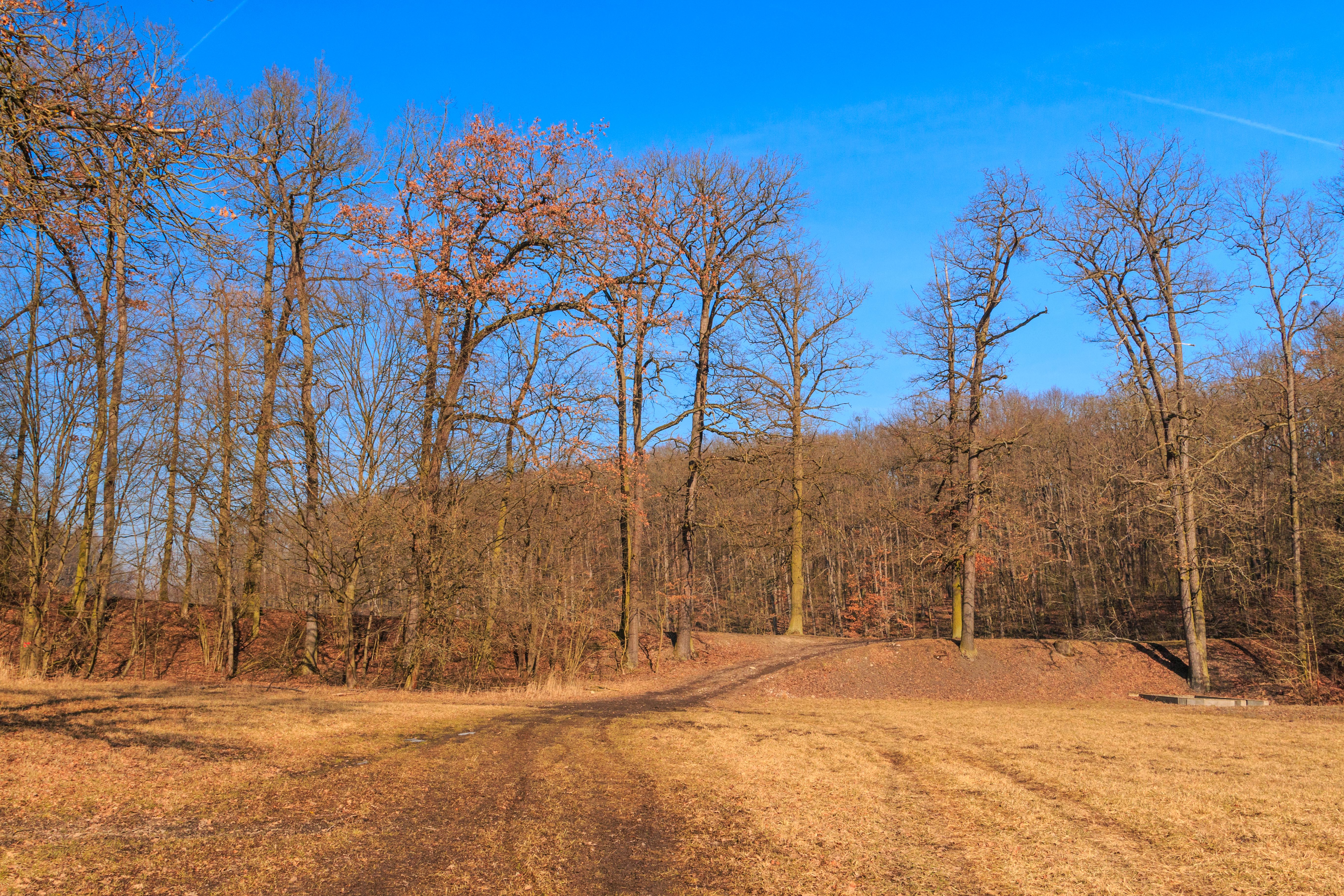
Pohled na hráz rybníka Hanušov
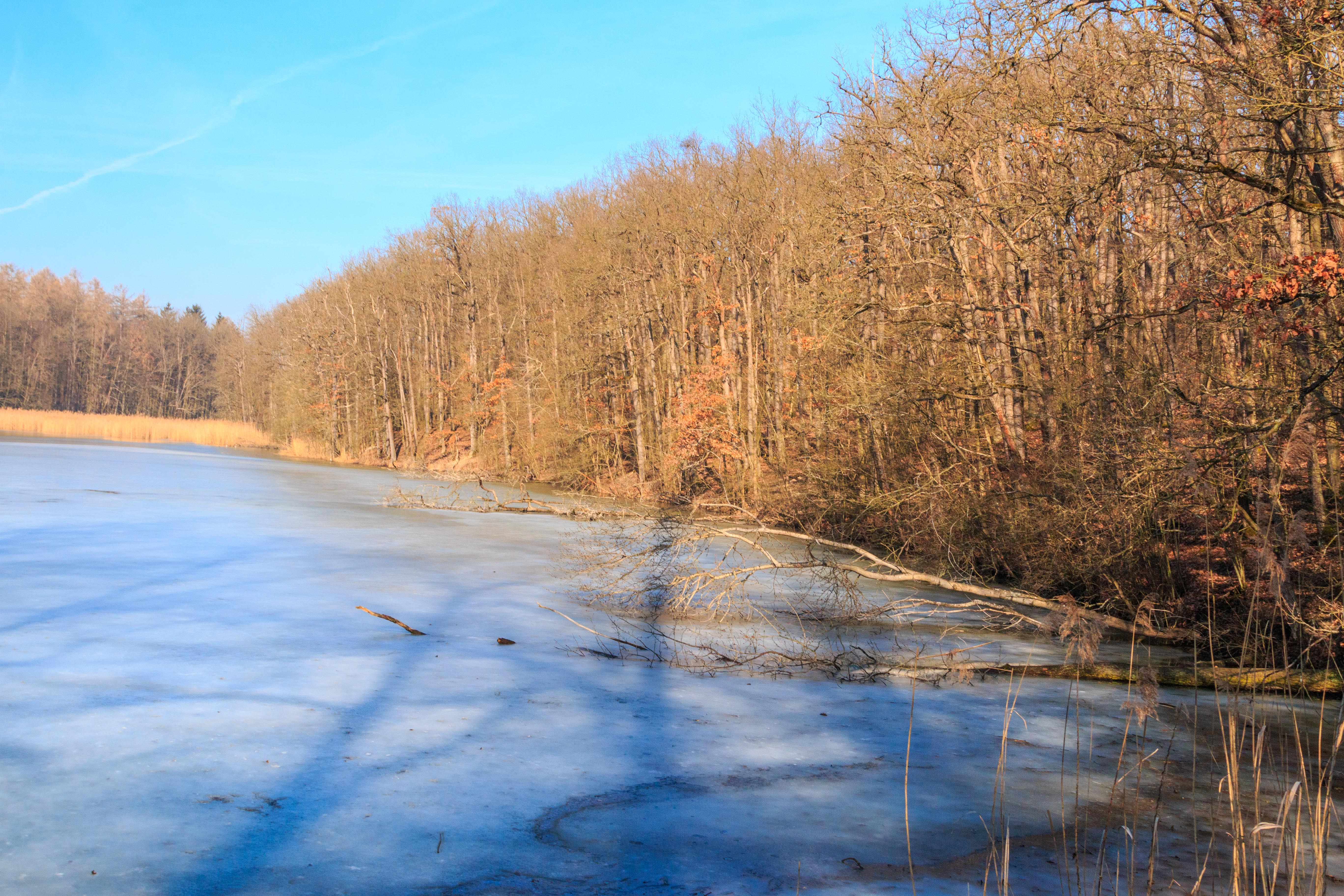
Pohled na rybník Hanušov
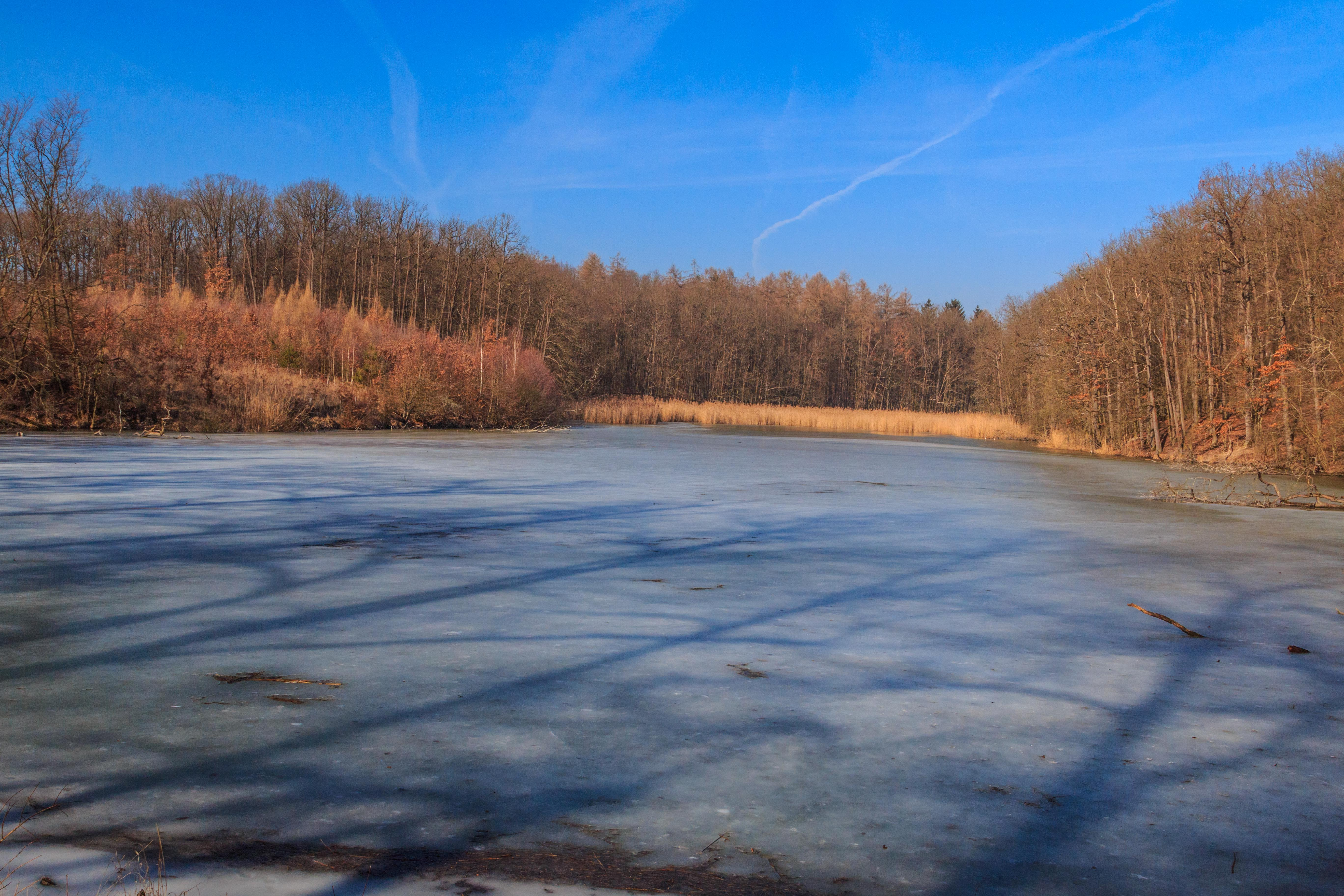
Pohled na rybník Hanušov
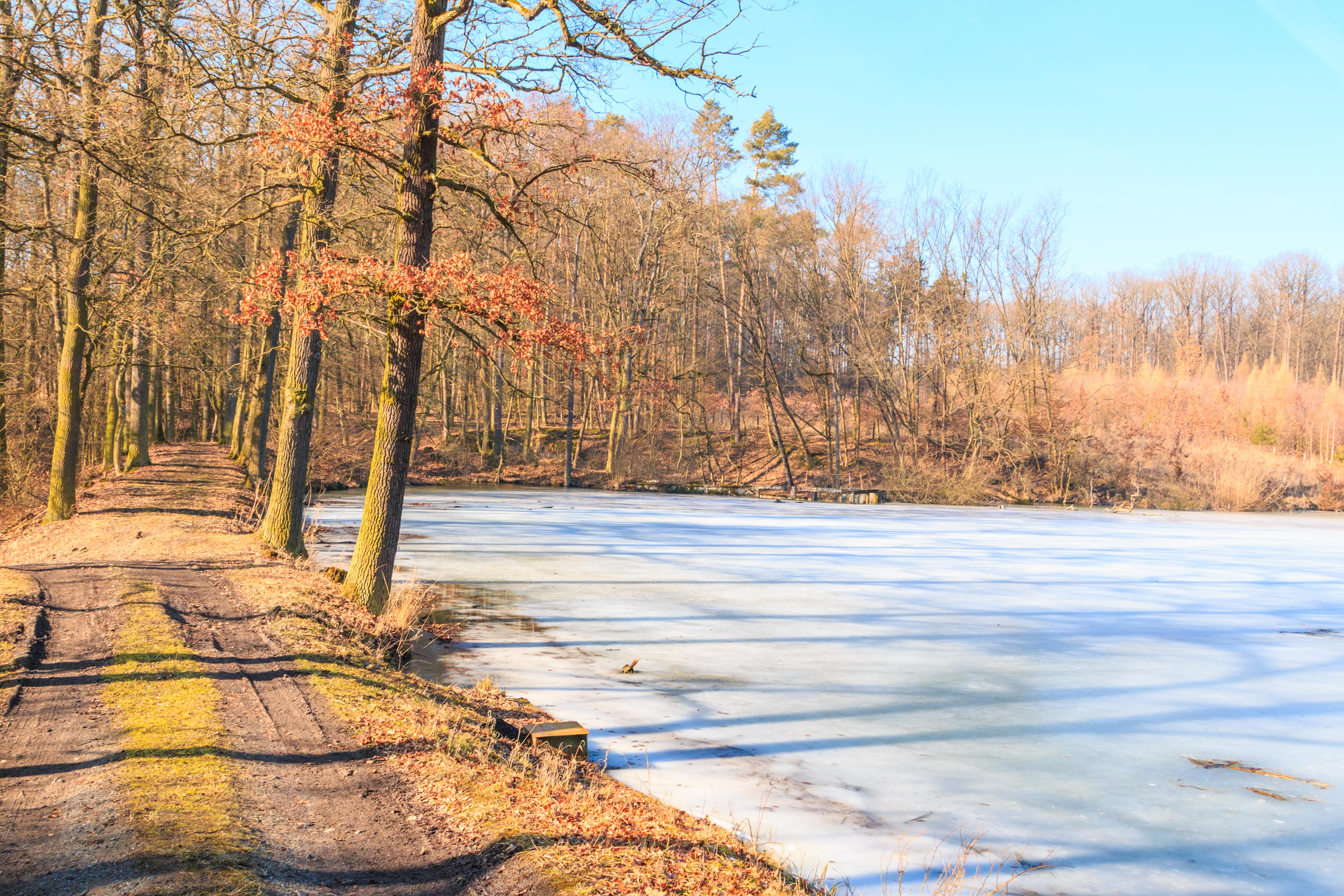
Pohled na rybník Hanušov
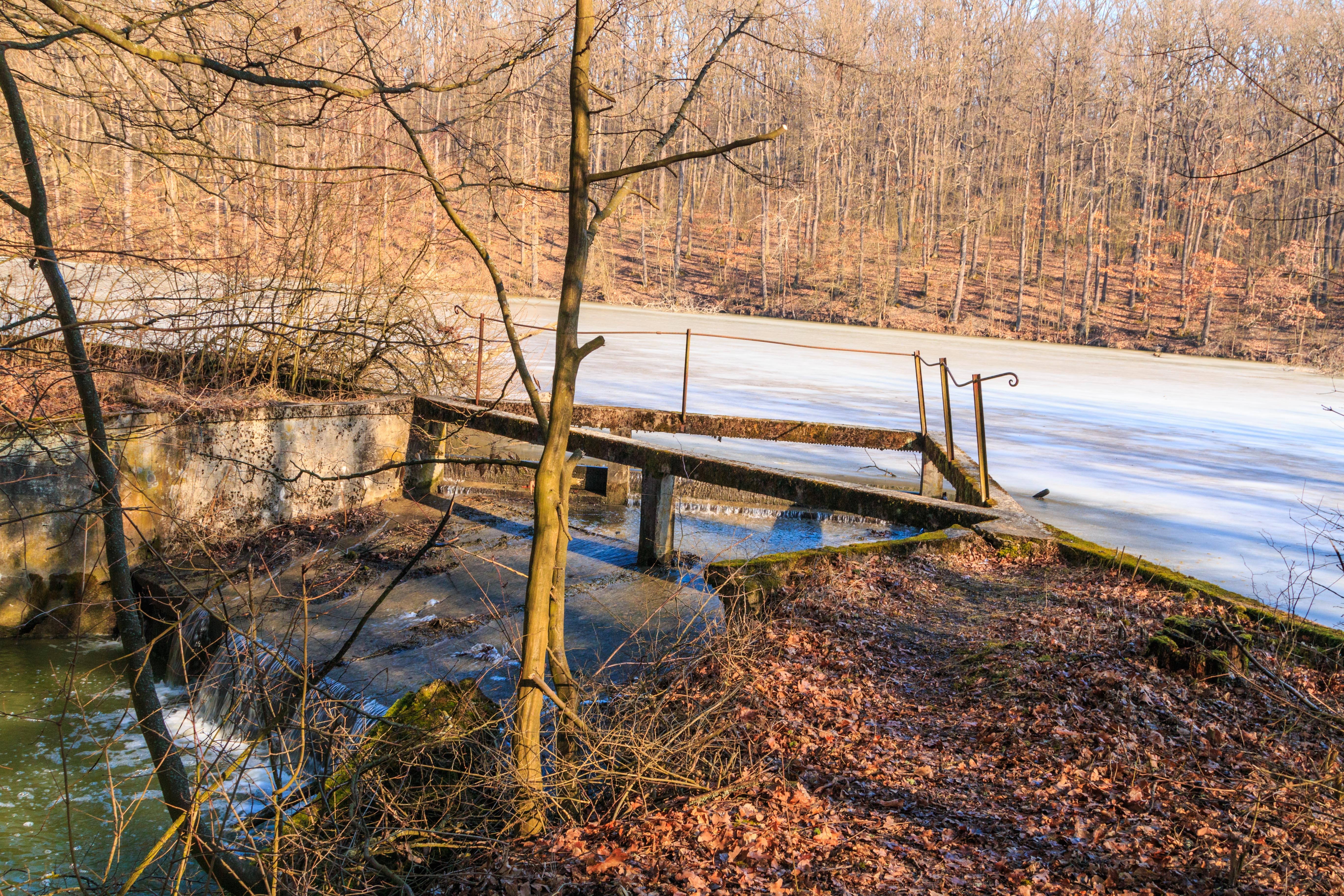
Výtok z rybníka Hanušov